# Kobiety – Piranie
Kobiety – Piranie (ang. Cannibal Women in the Avocado Jungle of Death) – amerykańska komedia przygodowa z 1989 roku.

## Treść
Pani antropolog Margo Hunt zostaje wysłana przez rząd do niebezpiecznej dżungli Awokado, w celu nawiązania kontaktu z niebezpiecznym plemieniem Amazonek - kanibalek. Celem pani doktor jest  namówienie ich do osiedlenia się w rezerwacie w Malibu, ponieważ armia jest zainteresowana dżunglą. W  podróży towarzyszy jej studentka Bunny, oraz przewodnik Jim. Doktor Margo jest zagorzałą feministką, a Jim posiada całkiem przeciwne poglądy na temat kobiet.

## Główne role
- Shannon Tweed - Dr Margo Hunt
- Bill Maher - Jim
- Karen Mistal - Bunny
- Andy David - Frat Rat
- Junero Jennings - Anvil
- Jim Maniaci - Mściciel w czarnej masce
- Adrienne Barbeau - Dr Kurz
- Brett Stimely - Jean-Pierre
- Barry Primus - Ford Maddox
- Jim McKrell - Dean Stockwell
- Vicky Varner - Barracuda Leader